# والتر کویته
والتر کویته (انگلیسی: Walter Coyette؛ زادهٔ ۲۸ ژانویهٔ ۱۹۷۶) بازیکن فوتبال اهل آرژانتین است.
از باشگاه‌هایی که در آن بازی کرده‌است می‌توان به باشگاه فوتبال لانوس، باشگاه فوتبال اطلس، باشگاه فوتبال لگانس، باشگاه فوتبال اتلتیکو هوراکان، و باشگاه فوتبال آرژانتینوس جونیورز اشاره کرد.